# Овара кадзэ-но Бон
Овара кадзэ-но Бон (яп. おわら風の盆, «Танец ветра на празднике Бон») — японский фестиваль, проходящий ежегодно с 1-3 сентября в посёлке Яцуо (в настоящее время часть города Тояма префектуры Тояма).
Этот фестиваль, имеющий трёхсотлетнюю историю, с недавнего времени стал популярным среди туристов. Фестиваль проводят для того, чтобы успокоить тайфуны и собрать щедрый урожай риса.
Фестиваль проходит в ночное время. Улицы украшаются бумажными фонариками, идут длинные ряды людей в соломенных шляпах, танцуют, играет довольно меланхоличная музыка. Этот особый стиль музыки является уникальным в регионе. На фестивале используется редкий инструмент кокю (яп. 胡弓). Женский голос и сямисэн часто сопровождают кокю.
Танцоры в головных уборах и кимоно скрывают лица, чтобы спрятаться от гнева бога, которого они надеются успокоить. Ещё одной особенностью является то, что танцоры должны быть холостыми. Если это условие не соблюсти, то боги могут разозлиться, поскольку танец считается аналогом жертвования девственниц. В настоящее время такие взгляды считаются суеверием. Многие танцоры приходят на фестиваль, чтобы познакомиться с другими холостыми людьми.
Старомодные улицы и винтовые лестницы городка делают фестиваль Овара кадзэ-но Бон весьма впечатляющим.
Помимо танцев, игр, безделушек и традиционной еды в магазинах можно купить японскую бумагу.